# Cerkiewnik
Cerkiewnik (Duits: Münsterberg) is een plaats in het Poolse district Olsztyn, woiwodschap Ermland-Mazurië. De plaats maakt deel uit van de gemeente Dobre Miasto en telde in 2011 432 inwoners.

## Geografie
Cerkiewnik ligt in het westen van het Mazurisch Merenplateau, een morenegebied dat deel uitmaakt van de Baltische Landrug. Karakteristiek voor dit gebied zijn de talrijke meren, rivieren en zowel naald- als loofbomen. 
Het dorp ligt in het dal van de rivier de Lyna. Het centrum van Olsztyn is 22 km verderop, Dobre Miasto 11 km, en het dichtstbijzijnde dorp Barcikowo ruim 2 km.

## Geschiedenis
Münsterberg werd in 1383 genoemd over de investering van de bisschop van Ermland Heinrich Soerbom in 70 boerderijen. In 1387 werd het dorp gekocht door het bisschoppelijk kapittel van Guttstadt (Dobre Miasto). In 1454 vernietigde de bevolking van Cerkiewnik het paleis van de bisschop in Guttstadt, omdat hij de Duitse Orde steunde in de Dertienjarige Oorlog in de strijd met Polen. Tijdens een latere Pools-Duitse oorlog, de Ridderoorlog werd het dorp vernietigd en verloren 23 families hun huis. Later in de eeuw werd het dorp herbouwd. Uit de bossen rond Cerkiewnik liet koning
Sigismund II August van Polen larixen vellen voor masten in zijn vloot.
In 1783 stonden er ca 50 huisjes in Cerkiewnik. In die periode huurden bewoners Kasper Terlickiego uit Kawkowo in in om de Poolse taal te onderwijzen, leraar en organist. Uit een certificaat uit die tijd was af te leiden dat hij goed Duits en Pools sprak. Ook kinderen uit Barkweda en Bukwałd volgden zijn lessen. 
De verdere bevolkingsontwikkeling is: 296 in 1818, 522 in 1871 (wv 138 Evangelisch, 298 Katholiek, 59 Joods), 578 in 1939, 528 in 1978, 760 in 2000 en 425 in 2010 (226 vrouwen, 199 mannen). 
Aan het eind van de Tweede Wereldoorlog zijn de Duitse inwoners verdreven. Hun plaats is ingekomen door inwoners uit de regio's Vilnius en Mazovië.

## Verkeer en vervoer
- Vanaf station Cerkiewnik, buiten de bebouwde kom van Cerkiewnik, rijden dagelijks drie treinen v.v. tussen Braniewo en Olsztyn Główny.
- Cerkiewnik wordt slechts ontsloten door secundaire wegen. De dichtstbijzijnde regionale weg, de 51, ruim 3 km verderop, loopt van Dobre Miasto naar Olsztyn.

## Sport en recreatie
- Door deze plaats loopt de Europese wandelroute E11. De E11 loopt van Den Haag naar het oosten, op dit moment de grens Polen/Litouwen. Ter plaatse komt de route van het zuiden langs het spoor  van Barkweda, en vervolgt westwaarts met een lus om het Limajnomeer naar Swobodna.